# Alcha evelinae
Alcha evelinae är en plattmaskart som beskrevs av Ernst Marcus 1949. Alcha evelinae ingår i släktet Alcha och familjen Polycystididae. Inga underarter finns listade i Catalogue of Life.